# Richard Westmacott
Richard Westmacott, Jr. (Londres, 15 de juliol de 1775 - 1 de setembre de 1856) va ser un escultor britànic. Es va iniciar en l'escultura amb el seu pare, Richard Westmacott el Vell, abans d'anar a Roma el 1793 per millorar amb Antonio Canova. En tornar a Anglaterra el 1797, va establir un estudi i va començar a presentar el seu treball en la Royal Academy, estant acceptat en la institució l'11 de febrer de 1811 pel seu treball Júpiter i Ganímedes. L'any 1827 va ser nomenat professor de la mencionada Acadèmia i va rebre el títol de cavaller (Sir) el 1837. Va ser el pare de Richard Westmacott el Jove, que també va ser un hàbil escultor, estudiós i professor d'escultura.
Entre les seves obres més notables estan els relleus per al Marble Arch, les estàtues que representen El sorgiment de la civilització enfront del Museu Britànic i l'enorme Gerro Waterloo, avui als jardins del Palau de Buckingham. Altres de les seves produccions són els monuments a William Pitt i Charles James Fox a l'Abadia de Westminster, i els monuments a Nelson a Birmingham, Liverpool i Barbados.